# Mah Jong giapponese
Il Mah Jong giapponese (麻雀?, Mājan), conosciuto anche come Riichi Mah Jong, è una variazione del mahjong. Nonostante mantenga le regole basiche del gioco, la variazione consiste in un unico set di regole detto riichi, e l'uso delle dora. La variante è una delle poche dove i pezzi scartati sono ordinati, invece che essere messi in una pila disorganizzata. Questo è dovuto alla regola furiten, che tiene conto degli scarti di ogni giocatore. La variante è cresciuta in popolarità grazie ad anime, manga e piattaforme di gioco online ed è attualmente la più diffusa tra le varianti competitive giocate in Europa.

## Storia
Nel 1924, il soldato Saburo Hirayama importò il gioco in Giappone. A Tokyo, fondò un club e una scuola di Mah Jong. Negli anni a seguire, il gioco crebbe vertiginosamente in popolarità. Durante questo processo, il gioco venne semplificato dalla versione Cinese. Più tardi, vennero adottate regole addizionali per aumentare la complessità del gioco. Il Mah Jong, a partire dal 2010, è il gioco da tavolo più popolare in Giappone. Dal 2008 invece, ci sono approssimativamente 7.6 milioni di giocatori di Mah Jong e circa 8900 lounge dedicate al gioco nel Paese. Le lounge guadagnarono 300 miliardi di yen in guadagno nel 2008.
Ci sono numerosi manga e anime dedicati a situazioni comiche e drammatiche che involvono il Mah Jong. I video arcades giapponesi hanno introdotto cabinati con il gioco che possono essere connessi ad altri tramite Internet. Ci sono anche versioni in videogioco di strip Mah Jong.

## Materiale per il gioco

### Tessere

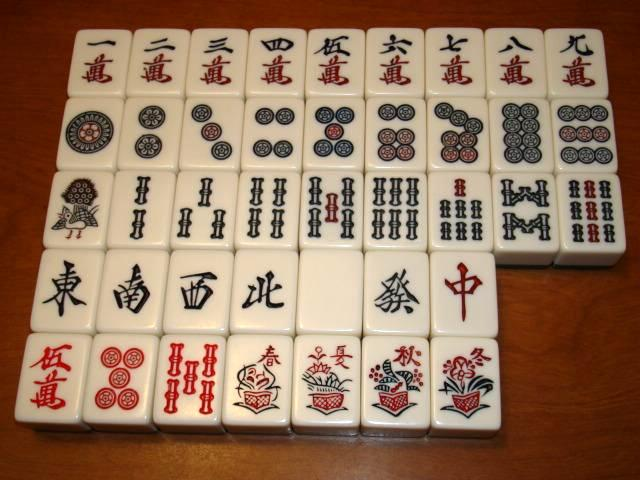
Tessere mahjong giapponesi, comprese le tessere dora rosse e le tessere stagionali che vengono utilizzate nelle varianti

Il Mah Jong giapponese è solitamente giocato con 136 tessere. Queste sono mischiate e poi sistemate in 4 muri, alti due tessere e lunghi 17. Ogni giocatore ha a disposizione 13 tessere iniziali, 14 tessere vengono separate dalle altre a formare il "muro morto" o "muro intoccabile" e le rimanenti vengono usate per giocare.
Ci sono 34 tipi di tessere, con quattro di ogni tipo. Come nel Mah Jong standard, ci sono tre semi di tessere, pin (cerchi), sō (bambù) e wan (caratteri), e tessere non classificate detti onori (字牌 jihai). Gli onori sono divisi tra tessere dei venti e tessere dei draghi. Alcune regole potrebbero avere tessere rosse col numero cinque, che funzionano come dora che guadagnano più valore han. Le tessere coi fiori e le stagioni sono omesse nella variante giapponese. I nomi per le tessere seguono il pattern di [numero] + [seme], con i numeri che sono la pronuncia giapponese delle parole cinesi corrispondenti
- Pin (筒子, pinzu): chiamato così siccome ogni tessera consiste in un numero di cerchi

|       |         |        |       |      |       |         |       |        |
| iipin | ryanpin | sanpin | sūpin | ūpin | rōpin | chiipin | pāpin | chūpin |

- Sō (索子, sōzu): chiamato così siccome ogni tessera consiste in un numero di bastoni di bambù che tengono 100 monete ciascuno. La faccia della tessera numero uno è un uccello.

|      |        |       |      |     |      |        |      |       |
| iisō | ryansō | sansō | sūsō | ūsō | rōsō | chiisō | pāsō | chūsō |

- Man (萬子, wanzu, o manzu): chiamato così siccome ogni tessera corrisponde a un multiplo di diecimila (萬, wan, o man; vedi il carattere più basso sulla tessera). Originariamente, questo consisteva in 10.000 monete composte da 100 stringhe con 100 monete ognuna. Il kanji del numero cinque di solito diventa "伍" invece di "五". Lo standard moderno giapponese usa wan come suffisso del seme, mentre la maggior parte delle lingue occidentali usano man. Il sette di questo seme verrebbe così chiamato chiiwan in giapponese, ma sette di man in italiano.

|       |         |        |       |      |       |         |       |        |
| iiwan | ryanwan | sanwan | sūwan | ūwan | rōwan | chiiwan | pāwan | chūwan |

- Venti (風牌, kazehai): chiamati con i quattro punti cardinali.

|            |             |            |             |
| ton (East) | nan (South) | shā (West) | pei (North) |

- Draghi (三元牌, sangenpai): Bianco (白, haku), Verde (發, hatsu), e Rosso (中, chun). Spesso, la faccia della tessera del Drago Bianco è completamente bianca. Il kanji sul Drago Verde in Giappone è 𤼵, che è leggermente diverso da 發 siccome include il kanji 矢 invece di 殳.

|      |       |      |
| haku | hatsu | chun |

Un fatto molto importante sarebbe di ricordare che nei set di riichi mahjong la tessera del drago bianco o haku è tutta bianca, ma nei set cinesi il haku ha un rettangolo azzurro.

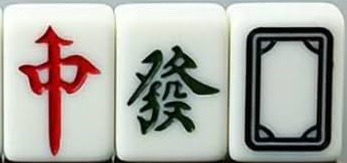
Tessere dei draghi nella variante cinese

Per quanto riguarda le tessere utilizzate per il mah jong giapponese, è possibile trovare un'altra variante, dove le tessere sono quasi tutte trasparenti. Questo genere di tessere sono chiamate WASHIZU MAHJONG,  e sono apparse nell'anime e film TOUHAI DENSETSU AKAGI: YAMI NI MAIORITA TENSAI.

### Indicatori di vento
Indica da quale giocatore è iniziato il round. Infatti, l'indicatore del mazziere rimarrà alla destra di questo giocatore fino alla fine del round.

Indica qual è il vento prevalente della partita in corso. Da un lato c’è il vento dell’est e dall’altro il vento del sud, come possiamo vedere nell'immagine sotto.

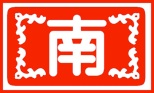
Indicatore di vento sud
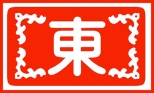
Indicatore di vento EST

### Stecchetti segnapunti
Questi stecchetti vengono assegnati ad ogni giocatore e hanno un valore diverso.

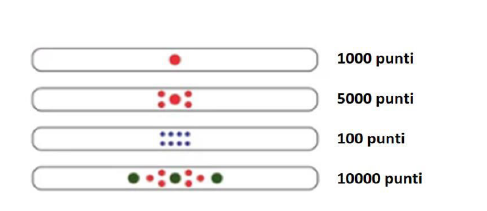
Steccheti segnapunti per il riichi mahjong

Possiamo trovare in qualche set o per separato delle stecchette di colore verde che hanno un valore di 500 punti.

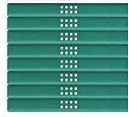
Stecchete da 500 punti.

### Bussola
Questa bussola non è obbligatoria ma serve a capire quale giocatore è l'est, sud, nord e ovest, tra l'altro è possibile mettere le stecchette quando si chiama a riichi.

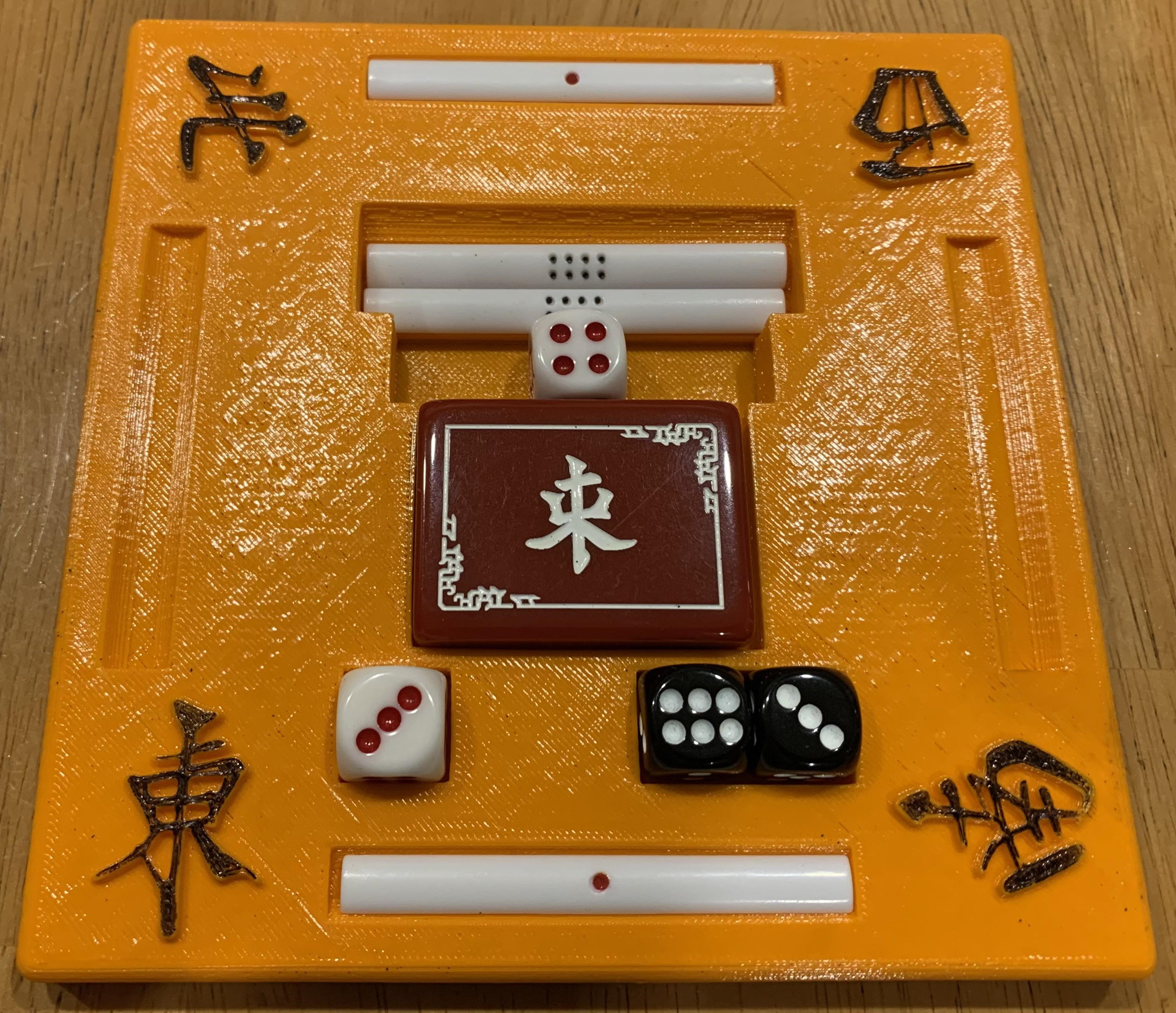
Bussola per lo riichi mahjong, il suo utilizzo è opzionale

### Dadi
Una coppia di dadi viene utilizzata per iniziare la partita.

### Tavolo o tappetino
Di solito vengono utilizzati tavoli elettronici per una partita di riichi ma non è obbligatorio,  possono essere utilizzati altri tipi di tavoli o tappetini. Di solito i tavoli per lo riichi mahjong hanno delle caselle dove saranno messi gli stecchetti segnapunti.

## Regole generali di Mah Jong
Molte delle regole di base di Mah Jong si applicano anche alla variazione giapponese. Valide collezioni di tre tessere sono chiamate gruppi (mentsu), divisi in triplette (kōtsu) e sequenze (shuntsu). I giocatori possono anche formare un quartetto usando quattro tessere identiche.

### Fare gruppi per chiamata (fusione)
I giocatori possono fare una fusione chiamando per lo scarto di un altro giocatore. Rivelano il gruppo sul tavolo e scartano a loro volta. Chiamare lo scarto di un altro giocatore rende il gruppo e la mano aperta. Quando la tessera vincente di una mano chiusa è uno scarto, il gruppo, includendo lo scarto, è considerato aperto, mentre la mano è ancora considerata chiusa. La chiamata opera esattamente come in altre variazioni di Mah Jong, eccetto che la terminologia giapponese è usata.

#### Chii
I giocatori possono fare un gruppo sequenziale aperto, una sequenza (3 tessere consecutive dello stesso seme), chiamando "chii" (吃 o チー) usando una tessera scartata dal giocatore a sinistra, che viene prima in ordine. I giocatori piazzano la fusione a faccia in su sul tavolo, solitamente sul lato destro delle loro mani, con lo scarto piazzato di lato rispetto alla tessera più a sinistra, per indicare quale tessera è stata presa dallo scarto del giocatore precedente.

#### Pon
I giocatori possono fare un gruppo identico aperto, una tripletta (3 tessere uguali dello stesso seme, o 3 onori identici), chiamando "pon" (碰 o ポン) usando una tessera scartata da qualsiasi altro giocatore. I giocatori devono piazzare la fusione a faccia in su sul tavolo con una delle tessere piazzate di lato per indicare da chi è stato preso lo scarto.

#### Kan
I giocatori possono fare una fusione da 4 tessere uguali dello stesso seme o dello stesso onore. Dopo aver chiamato il quartetto, il prossimo dora adiacente viene capovolto, e i giocatori devono pescare una tessera supplementare dalla fine del muro fermo. Ci sono tre tipi di quartetti. I giocatori chiamano "kan" (槓 or カン) per tutte e tre.
- Quartetto chiuso: i giocatori possono fare un quartetto chiuso se hanno quattro tessere identiche in seme e numero nella loro mano. Rivelano le tessere e le piazzano sul lato destro della loro mano con due tessere a faccia in su e due a faccia in giù. Successivamente, pescano una tessera dal muro fermo. Un quartetto chiuso non usa lo scarto di un altro giocatore e non apre la loro mano.
- Quartetto aperto: i giocatori possono fare un quartetto aperto usando lo scarto di un altro giocatore se hanno tre tessere identiche allo scarto nella loro mano. Rivelano la fusione sul tavolo con tutte e quattro le tessere a faccia in su, con una piazzata di lato per indicare da chi è stato preso lo scarto. I giocatori non possono fare questo tipo di quartetto usando una fusione aperta di tre tessere.
- Quartetto aperto aggiuntivo: i giocatori possono fare questo quartetto (kakan; 加槓) aggiungendo una tessera pescata o già nella loro mano a un gruppo aperto delle stesse tre tessere. La tessera è di solito aggiunta di lato sopra alla tessera di lato già presente nel gruppo.

#### Ordine di precedenza
L'ordine di precedenza per pescare uno scarto quando due o più giocatori lo vogliono è il ron (vincente) prima, kan o pon per secondi, e chii terzo. A seconda del set di regole in uso, queste chiamate potrebbero essere consentite quando il giocatore successivo ha già pescato e visto la sua prossima tessera. In questo caso, quel giocatore ottiene la precedenza se chiama tsumo.

## Regole giapponesi
Anche se le regole basiche del Mah Jong sono applicate anche nella variante giapponese, vi è un set di regole che è stato formalizzato dall'EMA per il circuito torneistico Europeo

### Yaku e Yakuman
Le Yaku sono specifiche combinazioni di tessere o condizioni che danno il valore alle mani. Diversamente da molte varianti, una mano vincente consistente in quattro gruppi deve contenere almeno una yaku. Quando si calcola il punteggio, ogni yaku ha il suo valore e gli han sono considerati come raddoppianti. Una mano vincente ha bisogno di almeno una yaku. Le yakuman sono un valore per mani limite che sono difficili da ottenere, e in alcune variazioni, yakuman cumulative e/o multiple possono essere contate. Le mani di classe Yakuman ignorano tutti gli altri schemi di punteggio e punti.

### Riichi
Dichiarare 'riichi' significa dichiarare una mano pronta, ed è un tipo di yaku. Un giocatore potrebbe dichiararsi pronto se la mano di un giocatore ha bisogno solo di una tessera per completare una mano legale (tenpai), e se il giocatore non ha rivendicato lo scarto di un altro giocatore per creare un gruppo aperto.
Come una possibile regola della casa, un giocatore può scegliere di rivelare la sua mano per vincere più punti, chiamata ōpun riichi (riichi aperto). La dichiarazione aumenta il conto degli yaku, permettendo al giocatore di ottenere punti extra. 

### Sistema di punteggio
Tra le varianti di Mah Jong, il sistema di punteggio giapponese è unico. Vengono considerate due variabili: il valore han e il valore fu. Una mano vincente acquisisce punti basandosi su questi valori, che corrispondono ad una tabella dei punti. Se il valore han è cinque o più, il valore fu è comunque contato ma non più necessario.

### Vittoria
C'è una distinzione tra vincere dal muro e vincere da uno scarto. Quando finiscono, i giocatori chiamano "tsumo" (自摸 o ツモ, pescato) o "ron" (栄 o ロン, pescare uno scarto). In caso di tsumo, gli altri tre giocatori condividono la responsabilità di pagare i punti, a seconda della tabella dei punteggi. Per il ron, il giocatore che ha scartato la tessera paga tutti i punti.

### Chombo
I giocatori potrebbero essere penalizzati sotto le seguenti circostanze:
- Gotsumo. Chiamare tsumo con una mano non valida;
- Furiten ron. Chiamare ron mentre furiten;
- Noten riichi. Chiamare riichi mentre non in tenpai;
- Machi ga kawaru riichi-go no kan  (待ちが変わるリーチ後のカン) Kan chiuso dopo riichi, se il kan cambia il giocatore aspetta;
- Tāhai (多牌). Avere più tessere di quelle consentite (a seconda delle regole);
- Yamakuzure (山崩れ). Letteralmente 'frana'. Danneggiare il muro al punto tale che non possa essere ricostruito.

## Condizioni di fine gioco
Una partita finisce dopo l'ultima mano dell'ultimo round, che di solito è il round del Sud (vento prevalente).

### Bancarotta
Una partita finisce quando il punteggio di un giocatore diventa negativo (sotto zero), o, in alcune rare regole locali, anche a zero punti.

### Vittoria in fuga
Alcuni set di regole consentono all'ultimo giocatore di decidere se continuare a giocare mani extra nel round finale o se fermarsi. Una vittoria in fuga (agari-yame, あがりやめ, "vincere e fermarsi") è quando l'ultimo giocatore decide di applicare questa opzione dopo aver vinto una mano. In alcuni casi, uno stop potrebbe essere consentito semplicemente per aver giocato una mano e finire (tenpai-yame, 聴牌やめ).

### Punteggio
Alla fine del match, ai giocatori vengono spesso assegnati bonus o penalità a seconda del loro piazzamento.

## Yakitori

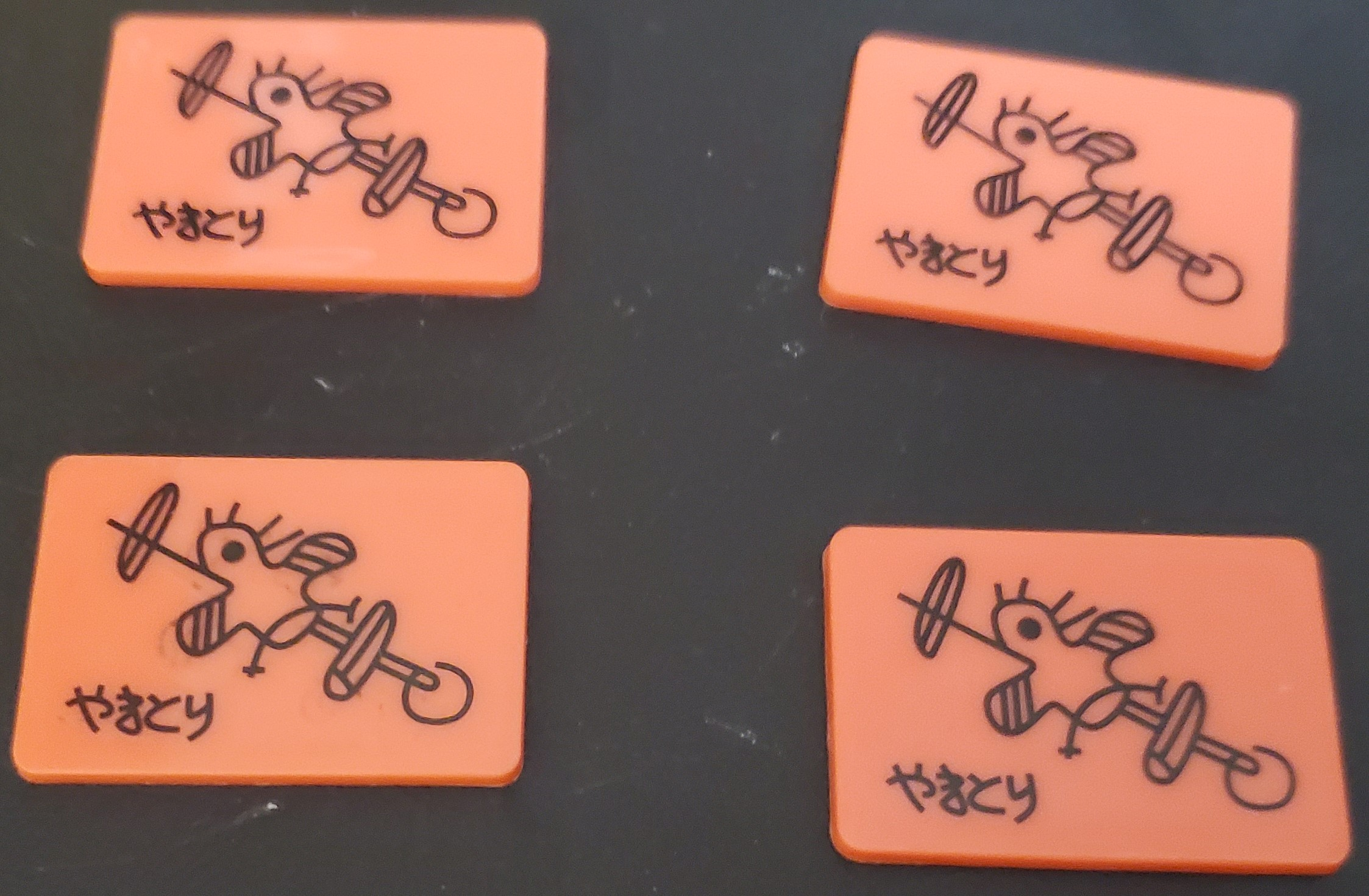
Segnapunti Yakitori

In una regola opzionale chiamata yakitori (焼き鳥), se uno non vince una mano in un match, quel giocatore paga una penalità. All'inizio di un match, ogni giocatore ha un segnapunti chiamato yakitori māku (mark) (焼き鳥マーク) sul tavolo, e un giocatore gira il proprio dopo aver vinto una mano. Gettoni o monete sono usati come sostituti, e sono spesso rimossi al posto di essere girati.

## Shūgi
Spesso, nei club di Mah Jong in Giappone, un pagamento bonus addizionale chiamato shūgi (祝儀) è dato ai giocatori che hanno vinto la loro mano. Per ogni shūgi che la mano vincente ha, pagamenti addizionali sono fatti o dal giocatore che ha scartato la tessera vincente, o da ogni giocatore in caso la tessera sia stata pescata. Shūgi comuni sono:
- Mani con valori limite (yakuman 役満)
- One-shot (ippatsu 一発)
- Cinque dora (aka-dora 赤ドラ) rossi (o altre tessere rosse extra)
- Ura-dora (裏ドラ)

## Versioni collegate
Esiste una versione per tre giocatori chiamata sanma (三麻), che elimina 28 tessere dal 2 di man all'8 di man e rimuove l'abilità di chiamare "chii". Esiste inoltre una versione per quattro giocatori chiamata "Mah Jong Pulito", creata da Noboyuki Fukomoto per il manga "Ten: Tenhōdōri No Kaidanji". Esiste una versione per due o tre giocatori chiamata "San Hako Mahjong" che tiene tutte le tessere, permetta la chiamata di "chii" e utilizza un giocatore fantoccio.

## Media
Questa variante è presente in serie di anime e manga come Akagi, The Legend of the Gambler: Tetsuya, Saki , Mudazumo Naki Kaikaku e nella recente Le ragazze del Mahjong - Pon no Michi. Una serie dal vivo chiamata Shin Janki (真・雀鬼?) contiene il gioco coinvolgendo la yakuza e il gioco d'azzardo, utilizzando varie anche tattiche per barare e tecniche.

## Piattaforme di gioco
Per questa variante è disponibile attraverso il gioco online, grazie applicazioni o dal pc, come tenhou, mahjoung soul e riichi city.

## Comunità globale
Fuori dal Giappone, ci sono club diffusi attraverso l'Europa, le Americhe e l'Asia. Vengono organizzati diversi tornei di varie dimensioni, il più grande fuori dal Giappone è il World Riichi Championship organizzato dal WRC che nel  2017 a LAS Vegas ha contato ben 224 presenze. Mentre eventi più piccoli come l'European Riichi Championship organizzato dall'EMA nel 2024 a Valencia ha raggiunto le 172 presenze.
È  presente inoltre un fitto circuito torneistico che in Europa è gestito dall'EMA (European Mahjong Association) ed organizzato dalle diverse federazioni presenti in ogni paese.
In Italia l'unico club ufficialmente associato alla Federazione Italiana Mahjong per quanto riguarda il Riichi è il Tanuki Riichi Mahjong Club, attivo dal 2016 a Reggio Emilia.